# Hans Bogislav Graf von Schwerin

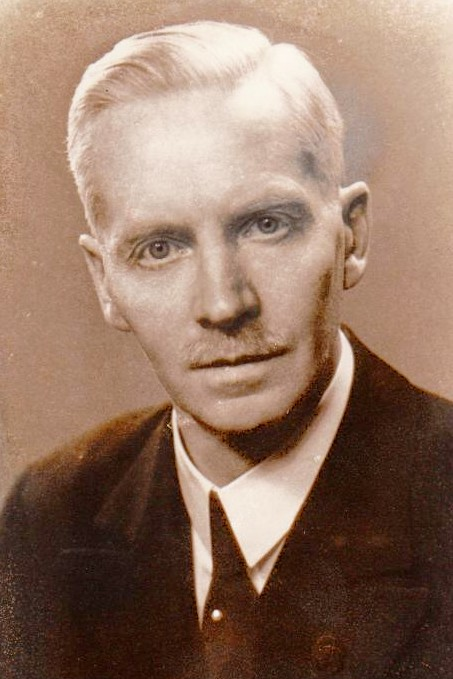
Hans Bogislav Graf v. Schwerin

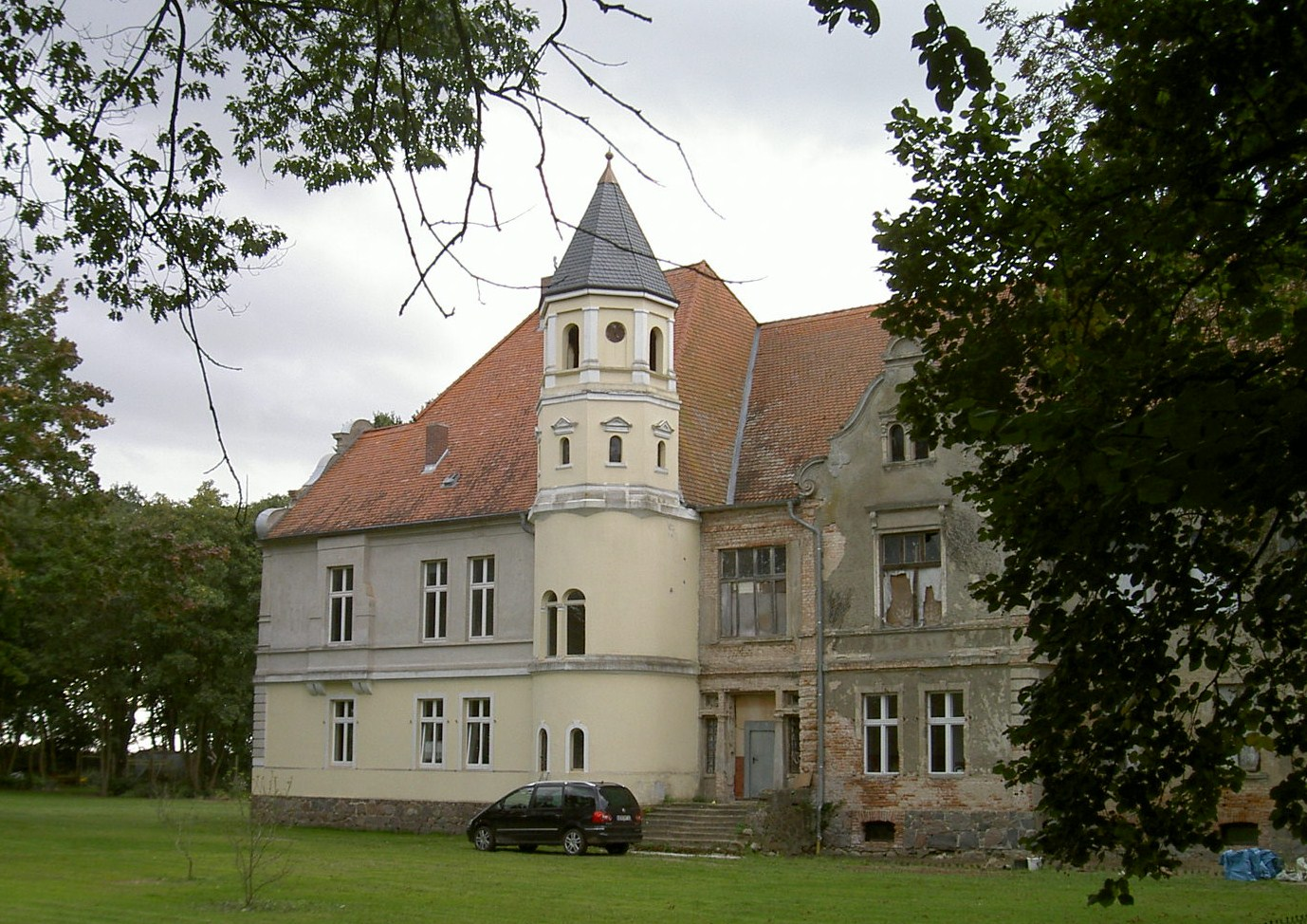
Schloss Sophienhof, Vorpommern (2010)

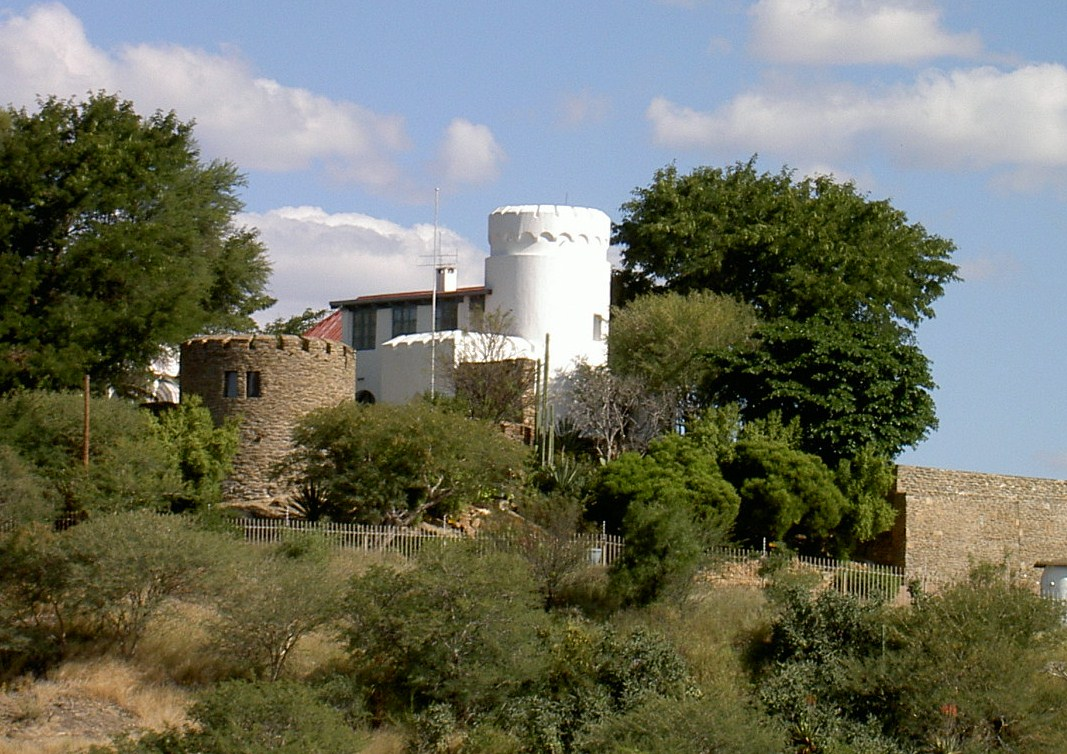
Schwerinsburg, Namibia (2009)

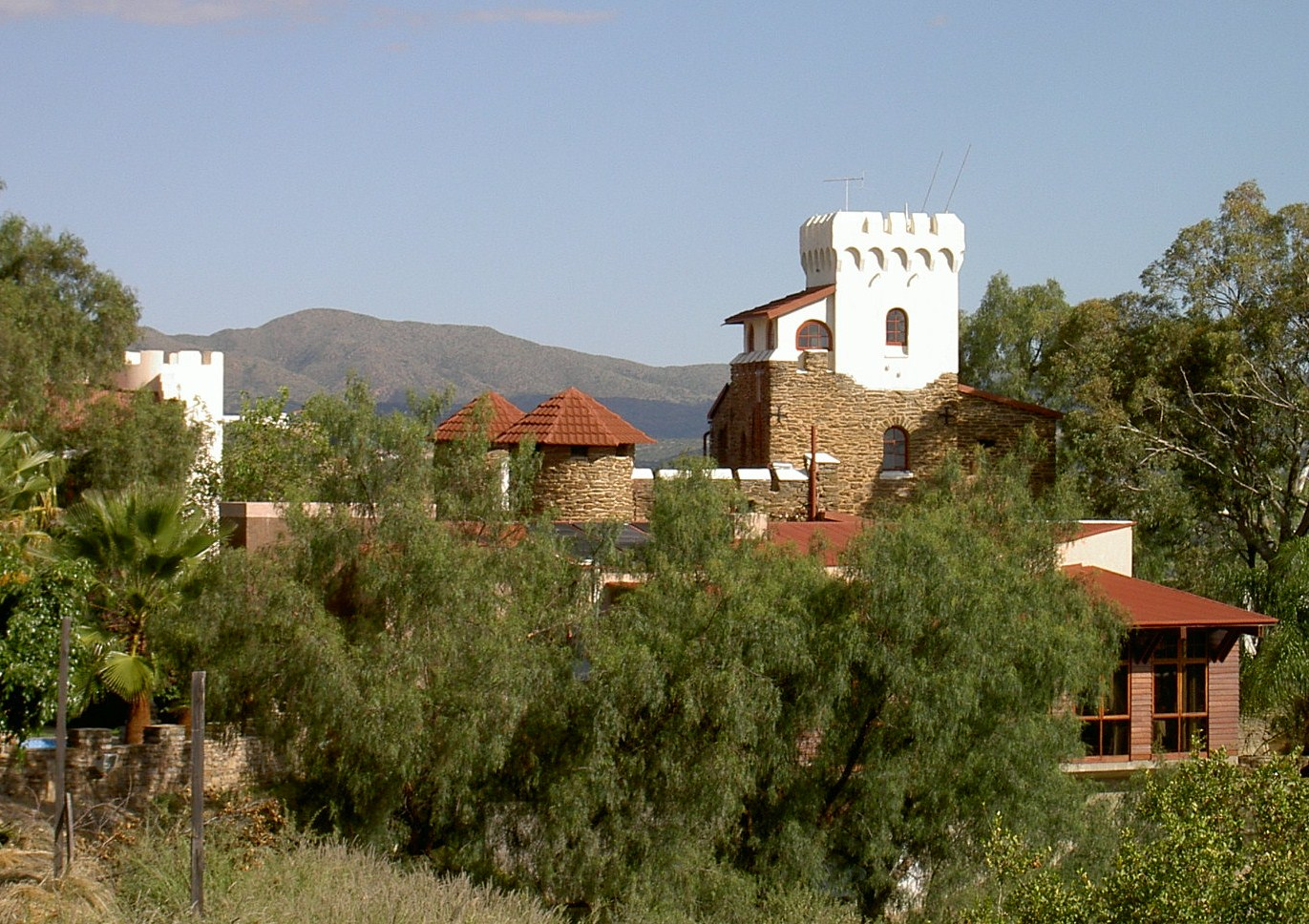
Heynitzburg, Namibia (2009)

Hans-Bogislav Georg Victor Graf von Schwerin-Löwitz (* 12. Juli 1883 in Hannover; † 27. August 1967 in Bad Wörishofen) war ein deutscher Regierungsbeamter in Deutsch-Südwestafrika. Er war der Bauherr der Schwerinsburg (1913) und der Heynitzburg (1914), die beide heute Wahrzeichen von Windhoek sind.

## Familie
Er war der Sohn des Rittergutsbesitzers Gerd Graf von Schwerin (1857–1916), Gutsherr auf Sophienhof (heute Ortsteil der Gemeinde Ducherow) in Vorpommern, und der Helene von Mangoldt (1858–1894).
Am 21. Oktober 1913 heiratete er in Swakopmund seine erste Frau Margarete von Heynitz (* 13. Juli 1884), von der er 1935 geschieden wurde. Seine zweite Frau, Martha Riehn (gesch. Breitung) (* 11. September 1887), heiratete er am 24. Oktober 1935 in Blankenburg.
Kinder aus der ersten Ehe:
- Hella (* 7. Februar 1915)
- Heidy (* 9. Januar 1917) ⚭ 1940 Heinrich Dördrechter
- Hans Bogislav Gerd Georg (seit 1922 von Gerstenbergk, Edler von Zech, Graf von Schwerin) (* 27. August 1921), wurde von seiner Großtante Marie von Schwerin, geb. von Gerstenbergk, Edle von Zech (1858–1932) adoptiert

## Leben
Seine Kinderzeit verbrachte er auf dem väterlichen Schloss Schwerinsburg (ebenfalls heute Ortsteil von Ducherow) und Gut Sophienhof. Schwerin besuchte bis zu seinem Abitur zu Ostern 1902 das herzogliche Friedrichgymnasium in Altenburg (Thüringen).
Nach dem Studium der Rechtswissenschaften an verschiedenen Universitäten und seiner Promotion zum Dr. jur. absolvierte er seinen Militärdienst wie viele seiner Familie beim Kürassier-Regiment „Königin“ (Pommersches) Nr. 2 in Pasewalk. Ende 1907 schied er als Leutnant der Reserve aus. Anschließend begann Schwerin seine Berufstätigkeit als königlich preußischer Regierungsreferendar beim Landrat in Belgard, beim Amtsgericht in Weißenfels und bei der Bezirksregierung in Stettin.
Am 1. Mai 1909 trat er als Regierungsangestellter in den Reichskolonialdienst des Auswärtigen Amtes ein und reiste bald in die deutsche Kolonie Deutsch-Südwestafrika. Dort begann dort als Ziviladjutant des Gouverneurs Bruno von Schuckmann. Im Jahr 1910 wurde er zum kaiserlichen Distrikt-Chef ernannt und ihm die Verwaltung des Distriktamtes Gobabis übertragen. Gleichzeitig war er Hilfssachbearbeiter bei Schuckmanns Nachfolger, dem letzten Gouverneur Theodor Seitz, in der Zentralverwaltung in Windhoek.
Am 25. Oktober 1912 fuhr er ein weiteres Mal von Hamburg nach Swakopmund auf dem Dampfer „Prinzessin“ der Deutschen Ost-Afrika-Linie. Auf dieser Überfahrt lernte er seine spätere Ehefrau Margarete von Heynitz (* 13. Juli 1884 auf Gut Neuhausen, Landkreis Cottbus; † 27. Februar 1954 in Marburg an der Lahn) kennen, die jüngste Tochter des königlich sächsischen Rittmeisters a. D. Ernst von Heynitz (1840–1912), Fideikommissherr auf Gut Dröschkau (heute Ortsteil von Belgern-Schildau, Landkreis Nordsachsen) und seinerzeit in Südwestafrika für die kaiserlich deutsche Schutztruppe tätig, und der Marie von Kottwitz (1841–1926). Beide heirateten am 21. Oktober 1913 in Swakopmund. Die Ehe wurde am 28. Januar 1935 in Greifswald wieder geschieden. Das Ehepaar hatte die drei Kinder Helene Henriette (Hella), Heidi und Hans (1921–2010), der unverheiratet blieb.
Schwerin lebte mit seiner Ehefrau in Windhoek. Bereits im April 1913 kaufte er in der Nähe den erhöht gelegenen früheren Beobachtungs- und Heliographenturm der Schutztruppe (gebaut 1891), der später zum Ausflugslokal „Sperlingslust“ umgebaut worden war. Diese alte Bergruine ließ er vom damaligen Stararchitekten Wilhelm Sander zur „Schwerinsburg“ ausbauen, heute ein Wahrzeichen der Stadt. Zur Burg führt noch heute die nach ihm benannte Schwerinstraße. Da das Grundstück kein Wasser hatte, ließ Schwerin zur Verwunderung der Einwohner auf dem Berg einen Brunnen anlegen und stieß bei Bohrungen tatsächlich in 104 Meter Tiefe auf eine ergiebige Wasserader. Zusätzlich erwarb er im Frühsommer 1913 weitere 1500 m² Land, um darauf Bäume anzupflanzen. Heute (2009) wird die „Schwerinsburg“ als italienische Botschaft genutzt. Unweit der „Schwerinsburg“ errichtete Architekt Sander im Jahr 1914 auf einem etwas niedrigeren Hügel für sich selbst ein weiteres burgähnliches Gebäude. Dieses verkaufte er aber zwei Jahre später (1916) ebenfalls an den Grafen Schwerin, der diese Anlage dann nach der Familie seiner Ehefrau „Heynitzburg“ nannte. In dieser Anlage wird heute ein Hotel betrieben.
Mit Ausbruch des Ersten Weltkriegs wurde er Ziviladjutant und Geheimsekretär bei Theodor Seitz. Ab 1913 bis zur Aufgabe Südwestafrikas als deutsche Kolonie war Schwerin außerdem Erster Sekretär des Landesrats.
Im Juli 1915 hatte Schwerin als Seitz’ Adjutant maßgeblichen Anteil am Zustandekommen des Waffenstillstandsvertrags, der bei Khorab zwischen der unterlegenen Schutztruppe und den südafrikanischen Unionstruppen unter dem Oberbefehl von General Louis Botha unterzeichnet wurde. In der Nacht vom 7. zum 8. Juli konnte er dem Gouverneur die Ausweglosigkeit der Lage verdeutlichen, wonach bei Fortsetzung der Kämpfe gegen die zehnfache Übermacht der Unionstruppen nach Vernichtung der deutschen Truppe, überwiegend aus Reservisten der deutschen Farmerschaft bestehend, das Deutschtum in Südwestafrika nahezu ausgelöscht würde. Auch Schutztruppenkommandeur Oberstleutnant Victor Franke hatte dies zu bedenken gegeben. Darauf unterzeichnete Seitz am 9. Juli bei Khorab bei Kilometerstein 500 der Otavibahn nach Tsumeb den Vertrag. Als ein Ergebnis wurden die deutschen Reservisten wieder auf ihre Farmen entlassen und konnten so zur weiteren Entwicklung des Landes beitragen. In vielen Fällen leben deren Nachkommen noch heute in Namibia. Als Anerkennung wird ihm dafür das Eiserne Kreuz 2. Klasse verliehen.
Nach dem Ende der deutschen Verwaltung betätigte sich Schwerin privatwirtschaftlich. Er kaufte acht Farmen im Distrikt Okahandja mit einem Viehbestand von rd. 8000 Rindern sowie etliche Kleinsiedlungen in der Nähe von Windhoek.
Nach verlorenem Krieg wurde das Ehepaar mit seinen drei Kindern von den Briten ausgewiesen und verließ im November 1919 auf dem Dampfer „Windhuk“ das Land. Zuvor gründete Schwerin mit einem Bekannten eine Offene Handelsgesellschaft (OHG) – somit haftete er persönlich auch mit seinem privaten Gesamtvermögen – und überließ dem Partner die Verwaltung des umfangreichen Grundbesitzes. Doch durch den wirtschaftlichen Niedergang in den Nachkriegsjahren und die Misswirtschaft seines Verwalters wurde das Unternehmen in seinem Bestand bedroht. Schwerin kehrte deshalb mehrfach, zuletzt im Frühjahr 1923, nach Südwestafrika zurück, um persönlich die Verhandlungen mit den Gläubigern zu führen. Da aber nach dem nun geltenden südafrikanischen Recht Gläubiger zahlungsunfähige oder zahlungsunwillige Schuldner inhaftieren lassen konnten, entschloss sich Schwerin zur Flucht, um wenigstens seinen Familienbesitz in Pommern nicht zu gefährden, das als Teil seines Gesamtvermögens ebenfalls gefährdet wäre. Es gelang ihm auf abenteuerlichen Wegen über Angola zu entkommen. 1925 ging sein Unternehmen endgültig in Konkurs.
Bis 1920 war Schwerin im Reichskolonialdienst tätig. Ab 1921 lebte er auf seinem väterlichen Gut Sophienhof in Pommern und bewirtschaftete es. Im Jahr 1923 wird er als Vorstandsmitglied im Reichslandbund genannt. Gemeinsam mit dessen Präsidenten Gustav Roesicke (MdR), Vorstandsmitglied Hans von Goldacker und Reichslandbund-Direktor Arno Graf von Kriegsheim, alle drei waren Mitglied der Deutschnationalen Volkspartei (DNVP), hatte er am 20. September des Jahres ein Gespräch bei Hans von Seeckt, seit Juni 1920 Chef der Heeresleitung der Reichswehr; sie forderten „die Entfernung jeglichen sozialdemokratischen Einflusses aus der Regierung“. Schwerin dürfte demnach ebenfalls Mitglied der DNVP gewesen sein.
Ab 1924 war Schwerin wieder als Beamter in Berlin tätig. Mit anderen Persönlichkeiten des Reichskolonialdienstes gründete er in Deutschland eine Auffanggesellschaft, in der er auch eigenes Kapital einsetzte, um den Farmbesitz der in Südwestafrika lebenden deutschen Farmer gegen den Druck der ins Land kommenden Buren und Engländer zu sichern. In Zeiten des Nazi-Regimes war er Parteimitglied der NSDAP.
Nach der Scheidung von seiner ersten Ehefrau Margarete von Heynitz am 28. Januar 1935 in Greifswald heiratete Schwerin in zweiter Ehe am 2. Oktober 1935 Martha Riehn (* 11. September 1887; † 7. Januar 1968). Nach Ende des Zweiten Weltkriegs und der Flucht in den Westen lebte Schwerin nach Stationen in Eschwege und Lindenberg im Allgäu bis zu seinem Tod in Bad Wörishofen.
Schwerin hatte dichterisches Talent von seiner Mutter geerbt, was in zahlreichen Aphorismen, Balladen, Gedichten und einem Schauspiel zum Ausdruck kam. Ein kleinerer Teil dieser Werke wurde veröffentlicht in „Pommern, Zeitschrift für Kultur und Geschichte“. Er hielt engen Kontakt zur pommerschen Landsmannschaft, die ihm für seine auf Pommern bezogenen Gedichte den Titel „pommerscher Heimatdichter“ verlieh.
Mehrere Jahre vor seinem Tod erblindete Schwerin vollständig, was ihn allerdings nicht davon abhielt, Vorträge zu halten. Er wurde 1967 in Bad Wörishofen beigesetzt.

## Orden und Ehrenzeichen
- 1915: Eisernes Kreuz 2. Klasse

## Veröffentlichungen
- Meine Flucht aus Afrika. o. J.
- Die Erstellung des Ahnenpasses. Zentralverlag der NSDAP Franz Eher, München 1939 u. 1941 (in der Sowjetischen Besatzungszone auf die Liste der auszusondernden Literatur gesetzt.[9])